# Ven... mi corazón te llama
Ven... mi corazón te llama es una película de Argentina en blanco y negro dirigida por Manuel Romero según su propio guion que se estrenó el 9 de septiembre de 1942 y que tuvo como protagonistas a Elvira Ríos, Tito Lusiardo, Alicia Barrié y Elena Lucena. El filme contó con la colaboración de 
Mercedes Quintana en la coreografía.

## Sinopsis
Una cantante casada con un tahur es acusada de asesinato.

## Reparto
- Elvira Ríos …Sombra Rey
- Tito Lusiardo …Goyo Martínez
- Alicia Barrié …Lucila Cáceres
- Elena Lucena …Pocha
- Enrique Roldán …Arturo Campos
- Segundo Pomar …Julián Castro
- Alberto Terrones …Comisario
- Vicente Forastieri …López
- Antonio Capuano …Auxiliar
- Juan José Porta …Juez
- Patricio Azcárate …Oficial
- Vicente Rubino …Periodista
- Mercedes H. Quintana
- Eduardo Pikieris …Bailarín solista
- Eduardo Armani
- Rafael Diserio …Hombre en boite
- Orestes Soriani …Policía
- Bernardo Perrone …Miembro del tribunal

## Comentarios
El crítico Andrés Insaurralde encontró en la película mucho de cine negro: "abundan escenas nocturnas, lugares brumoso, identidades cambiadas, escamoteadas” y Calki opinó:

Desde luego, la línea argumental no es la que más firmeza acusa. Pero el autor y director le aplica la suficiente agilidad, y los resortes risueños necesarios para que sostengan la armazón del vistoso y animado espectáculo.”